# Hof van Sonoy (restaurant)
Hof van Sonoy was een restaurant in Blokzijl, Nederland. Het had één Michelinster in de periode 2005-2008. Het restaurant verloor zijn ster in 2008, toen het werd gesloten. De eigenaar verplaatste het restaurant daarop naar Emmeloord en begon daar opnieuw onder de naam Sonoy. Tijdens de overgangsperiode van vijf weken van het oude restaurant naar Sonoy in Emmeloord liep het kernpersoneel (chefs, sommelier) stage bij De Librije in Zwolle.
Eigenaar en chef-kok van Hof van Sonoy was Paul van Staveren.
Restaurant Hof van Sonoy was gevestigd in een verbouwde 19e-eeuwse school.
Het restaurant was sinds 2006 lid van de Alliance Gastronomique Néerlandaise.